# Lista över hypernovor

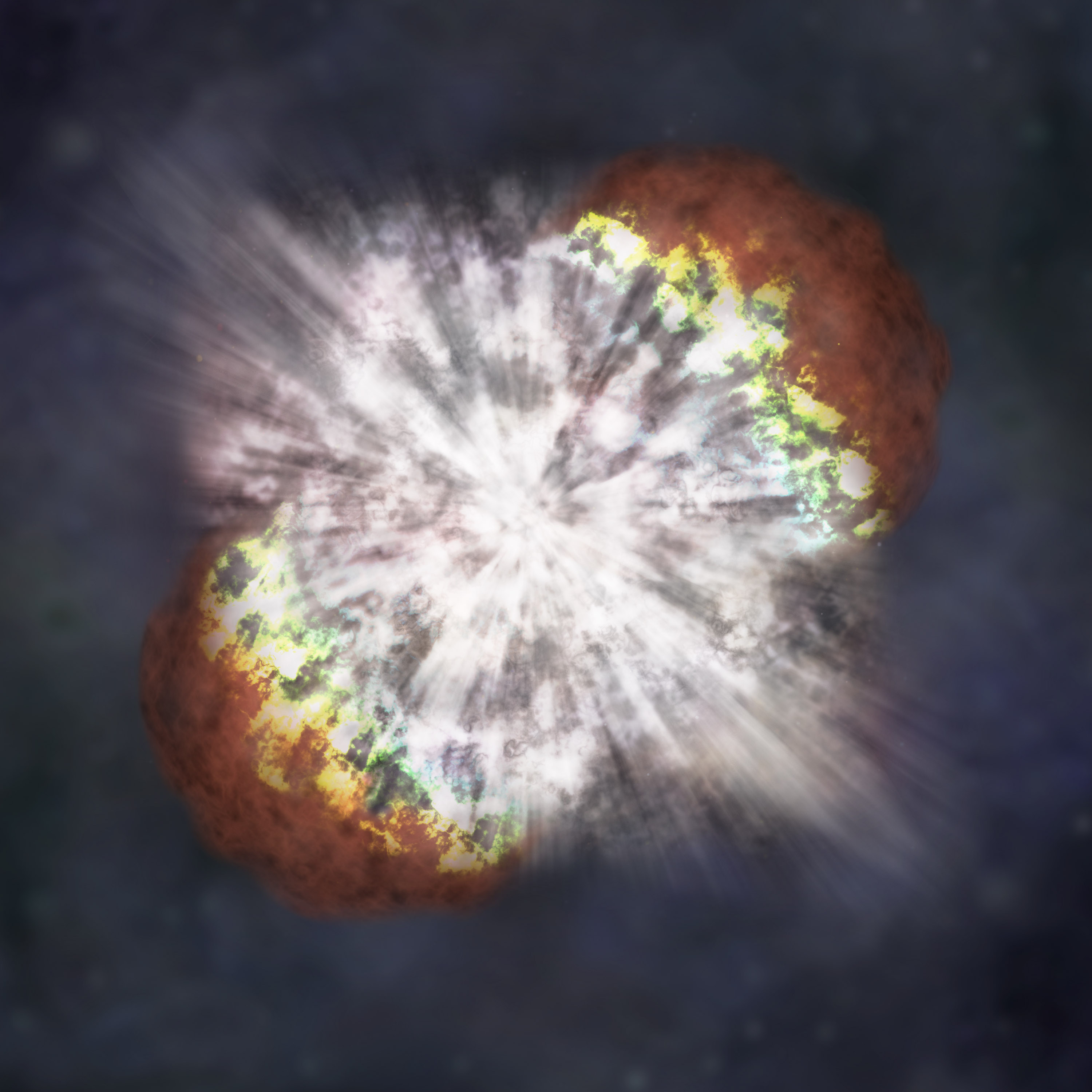
Konstnärens förslag på hur utbrottet hos SN 2006gy kunde tänkas ha sett ut.

Listan över hypernovor innehåller kända objekt. Den innehåller även utbrottsrester där utbrottet misstänks ha varit av hypernovatyp.
Hypernovautbrott är mycket ovanliga och uppskattas av astronomerna ske ungefär en gång för vart 100 000:e supernovautbrott.

## Lista
| Hypernova designation (årtal) | Stjärnbild    | Skenbar magnitud | Avstånd (ljusår) | Typ     | Galax             | Kommentarer                                                        |
| ----------------------------- | ------------- | ---------------- | ---------------- | ------- | ----------------- | ------------------------------------------------------------------ |
| MF 83                         | Stora björnen |                  | 27 000           |         | Messier 101       | Misstänkt hypernovarest                                            |
| NGC5471B                      | Stora björnen |                  | 27 000           |         | Messier 101       | Misstänkt hypernovarest                                            |
| SN 1998bw                     | Teleskopet    |                  | 120 000          |         | ESO 184-G82       | Kopplad till gammablixt GRB 980425                                 |
| SN 2005ap                     | Berenikes hår | Typ II           | 4 700 000        |         | SDSS J130114+2743 | Angavs 2007 som ljusstarkast av alla kända supernovautbrott.       |
| SN 2005gl                     | Fiskarna      | +16,5            | 215 000          | Typ IIn | NGC 266           |                                                                    |
| SCP 06F6                      | Björnvaktaren | +21              |                  |         | CL 1432.5+3332.8  | Upptäckt 21 februari 2006. Snarlik SN 2005ap i utbrottets karaktär |
| SN 2006gy                     | Perseus       | +15              | 238 000          | IIn (*) | NGC 1260          | Observerad av NASA, *med en uttalad ljustopp som varade i 70 dygn. |